# Теодор Вейтех
Теодор Вейтех, также известен как Теодор Чанад (венг. Vejtehi Tivadar, рум. Teodor Voitici; ? — 1327) — крупный венгерский магнат на рубеже XIII и XIV веков, который управлял банатом Северин де-факто независимо от центральной королевской власти.

## Семья
Теодор (II) был членом венгерского рода Чанад. Сын Доминика, который был упомянут в хронике в 1256 году. У Теодора был брат Эрнье. Родоначальником рода был Чанад, родственник первого короля Венгрии Иштвана Святого I, основатель и первый ишпан (граф) комитата Чанад, который был назван в его честь. Теодор впервые упоминается в источниках в 1285 году в фальшивом дипломе, когда он вместе с Эрнье участвовал в собрании в графстве Чанад. У него было трое детей: Янош, Миклош и неизвестная дочь, которая вышла замуж за королевского нотариуса Гала Омори.
В 1256 году ветвь рода Вейтехи владела землями и виноградниками в комитатах Чанад, Темеш, Срем и в герцогстве Мачва, а также в комитатах Пожега за рекой Сава. Кроме того, они также имели земли в комитатах Дьёр, Мошон и Ваш в другом конце королевства.

## Правитель Северина
Теодор Вейтех предшествовал господарю Валахии Басарабу I как владыке Северина, поскольку Басараб был впервые упомянут в одной из королевских хартий короля Карла I Венгерского 26 июля 1324 года. Однако о правлении Теодора Вейтеха известно очень мало. В период феодальной анархии, когда Венгерское королевство находилось в состоянии постоянной анархии со времен правления Ласло IV, Теодор Вейтех автономно управлял территорией баната Северина, расположенной между Нижним Дунаем и Южными Карпатами, узурпирова в королевские прерогативы в своих владениях. Так венгерский историк Дьюла Кристо считал его одним из так называемых « олигархов» или «провинциальных лордов». После смерти короля Венгрии Андраша III и угасания династии Арпадов, последний известный человек, который носил титул бана Северина, был некий Лоуренс, сын воеводы Лаврентия в 1291 году после того, как другой историк Пал Энгель утверждает, что титул бана Северина исчезло к концу 13-го века и было восстановлено только при Карле I в связи с назначением Дениша Сечи из рода Балог в 1335 году. Однако Сечи уже был назначен каштеляном Зидовара и Михальда (сегодня Джидоара и Мехадия в Румынии) в 1322 году, что, по-видимому, было предшествующей позицией восстановленной должности бана Северина. Таким образом, нет никаких доказательств того, что Теодор Вейтех когда-либо занимал должность бана Северина, хотя некоторые уставы упоминали его с приставкой «бан».
Когда Карл I Анжуйский подписал союз со своим двоюродным братом Рудольфом III Австрийским в Прессбурге (ныне Братислава, Словакия) 24 августа 1304 года, Теодор Вейтех был среди венгерских баронов и прелатов, которые сделали то же самое в королевской хартии, этот источник подтверждает, что семья Вейтех поддерживала Карла во время борьбы за венгерский престол. Теодор Вейтех, как и большинство провинциальных лордов, гарантировал Карлу свою поддержку только тогда, когда Анжуйский принц окончательно взял верх над своими соперниками.
Семья Вейтех, Теодор и его сыновья, управляли своей провинцией из замка Михальд (сегодня в руинах недалеко от Мехадии), который, по-видимому, был построен ими самими. Нет никаких других известных замков, принадлежащих Теодору , но венгерский историк Дьерди Дьерффи утверждал, что они также должны были владеть близлежащей крепостью Северин. Теодор Вейтех постепенно выстраивал внешние сношения с Видинским деспотатом, который поддерживала его в борьбе против короля Венгрии Карла I, решившего объединить Венгерское королевство после своей победы над соперничавшими претендентами, Вацлавом Чешским и Оттоном Баварским. После битвы при Розгановцах в 1312 году Карл Роберт Анжуйский победил олигархов одного за другим. Вейтехи восстали против короля в 1316 году вместе с родами Борша, Акоша и Кан в Тисантуле и Трансильвании.

## Падение
Согласно королевской хартии от 1317 года, верный Карлу военачальник Пал Сечи осенью 1316 года возглавил кампанию по осаде замка Михальд, которую защищал Янош Вейтех, сын Теодора. К тому времени Теодор уже был под стражей и вынужден был под стенами замка убеждать своего сына сдаться королевской армии. Несмотря на все это, Сечи не смог взять Михальд, однако разбил армию деспота Михаила Шишмана. Пал Сечи отправил несколько венгерских и болгарских военнопленных к королевскому двору Карла. По словам Пала Энгеля, который датировал первую осаду 1314 годом, король Карл I лично возглавил следующую королевскую кампанию против Вейтехов после его побед в Трансильвании в конце 1321 или начале 1322 года. Замок был осажден и успешно занят королем и генералом Мартином, сыном Богара, бывшего сторонника магната Мате Чака. Янош Вейтех был помилован и получил разрешение на обустройство своего поместья в графстве Темеш, в то время как Дениш Сечи, брат Пала, был назначен каштеляном замка Михальд. В последующие месяцы Сечи расширил свое влияние вдоль нижнего Дуная, захватив замок Герены у болгар.
Из-за неуловимой хронологии событий у венгерского историка Дьюлы Кристо была другая теория о кампании против домена Вейтехов в его эссе 2003 года. Как говорит Кристо, значение Михальда было оценено, когда Карл перенес свою резиденцию из Буды в Темешвар (сегодня Тимишоара, Румыния) в начале 1315 года, и за этим последовала борьба. Он также не упоминается о личном присутствии Карла. По словам Кристо, второй поход королевской армии против Вейтехов состоялся в 1321 году.
Теодор Вейтех пережил своё падение. В 1322 году Теодор (ныне упомянутый как магистр) и два его сына подарили поместья Сентласло и Сентмаргит (ныне часть города Мако в медье Чонград-Чанад) своему зятю, Галу Омори. Все трое вернулись к верности королю Карлу. Теодор Вейтех скончался в 1327 году. Некоторые земли его сыновей были конфискованы в 1332 году. Как утверждает венгерский историк Дьерд Дьерффи, его шурин Иван Русин бежал в Болгарию после ликвидации домена Вейтехов, где он служил военачальником и дипломатом при царском дворе (Михаил Шишман был избран царем в 1323 году). А другой венгерский историк Иштван Васари указывает на отсутствие четких доказательств и большой промежуток времени между венгерским магнатом Теодором Вейтехом и болгарским военачальником по имени Иван Русин.